# Le Pertuis
Le Pertuis település Franciaországban, Haute-Loire megyében. Lakosainak száma 542 fő (2022. január 1.). Le Pertuis Bessamorel, Queyrières, Rosières, Saint-Étienne-Lardeyrol, Saint-Hostien, Saint-Julien-du-Pinet és Yssingeaux községekkel határos.

## Népesség
A település népességének változása:
| Lakosok száma | 419  | 347  | 327  | 410  | 431  | 440  | 455  | 468  | 474  | 542  |
|               | 1968 | 1982 | 1990 | 2006 | 2013 | 2015 | 2017 | 2019 | 2020 | 2022 |